# Carrascal de Manique
Carrascal de Manique é uma aldeia localizada nas freguesia de Alcabideche, Município de Cascais, no distrito e área metropolitana de Lisboa, Portugal. Localiza-se a leste de Manique de Baixo, e é separada desta pela ribeira de Manique. Limita a norte com o Monte Manique, a leste com Pedras Alvas, a sudeste com o Bairro do Crês e o Aeródromo Municipal de Cascais e a sul com Miroiço. A Área Arqueológica de Manique de Baixo e a Quinta de Manique, os seus principais pontos de interesse, encontram-se dentro dos seus limites. A Área Urbana de Génese Ilegal do Barrunchal, já na freguesia de Sintra (antes São Pedro de Penaferrim), também forma um contínuo urbano com esta localidade.